# À l'aube du sixième jour
Pour plus de détails, voir Fiche technique et Distribution.
À l'aube du sixième jour ou Le Sixième Jour au Québec (The 6th Day), est un film de science-fiction américain réalisé par Roger Spottiswoode, sorti en 2000.

## Synopsis
En 2100, le clonage humain a été tenté mais est interdit par la loi. Un père de famille et pilote d'hélicoptère, Adam Gibson, rentre chez lui après le travail, le jour de son anniversaire. Il constate avec surprise qu'un autre Adam Gibson est déjà chez lui en train de faire la fête avec sa famille et ses amis. N'en croyant pas ses yeux, il décide de partir, mais tombe sur de mystérieuses personnes qui lui demandent de le suivre pour l'aider, puis tentent de le tuer. Adam Gibson, n'a plus que deux choses en tête : reprendre sa vie et comprendre qui est derrière tout ça.
Adam Gibson découvre qu'il a été cloné par l'adjoint du Dr Weir créateur du clonage, à partir de son neurodisc enregistré lorsqu'il a été engagé comme pilote d'hélicoptère du Dr Weir. Il a été ensuite déclaré mort dans un accident de montagne par erreur. C'est alors que son clone l'a remplacé dans sa famille. Comme la loi interdit le clonage des êtres humains mais pas des animaux, tout clone humain doit être détecté et tué au plus vite par la police.
Dans l'entreprise de clonage du Dr Weir, Michael Drucker refuse qu'on découvre leur erreur, car un clone humain fait par eux détruirait totalement l'image de l'entreprise. Michael Drucker fait emprisonner le vrai Adam Gibson lorsqu'il déclare qu'un clone l'a remplacé dans sa famille, puis il envoie deux de ses clones tueurs pour l'assassiner. Mais le vrai Adam Gibson fait ensuite alliance avec son clone en revenant dans sa maison pour lui promettre une vie nouvelle et pour détruire l'entreprise de clonage qui remplace à volonté les organes de ses clones tueurs et qui crée illégalement des clones humains.
Michael Drucker tue ensuite le Dr Weir son patron le créateur du clonage qui refuse que son épouse décédée de mucoviscidose soit clonée de nouveau. Il projette alors de cloner en deux heures le Dr Weir tué, à partir du neurodisk du Dr Weir qui est son empreinte cérébrale mémorielle enregistrée. Mais Michael Drucker est blessé mortellement par un coup de feu tiré par le vrai Alan Gibson qui détruit ensuite son futur clone qui lui permet de revivre. Puis Alan Gibson détruit après le laboratoire de recherche où les neurodiscs enregistrés sont stockés.
Alan Gibson aidé de son clone qui sauve sa famille qui a été ensuite prise en otage par Michael Drucker, finissent par faire sauter puis incendier et détruire toute l'entreprise de clonage qui veut promettre aux clones une vie immortelle aux dépens de leurs personnes d'origine décédées naturellement, par maladie, ou par accident.

## Fiche technique
Sauf indication contraire, les informations mentionnées dans cette section peuvent être confirmées par la base de données cinématographiques IMDb,  présente dans la section « Liens externes ».
- Titre original : The 6th Day (The Sixth Day)
- Titre français : À l'aube du sixième jour
- Titre québécois : Le 6e Jour ou Le Sixième Jour
- Réalisation : Roger Spottiswoode
- Scénario : Cormac Wibberley et Marianne Wibberley
- Musique : Trevor Rabin
- Décors : James D. Bissell et John Willett
- Costumes : Trish Keating
- Photographie : Pierre Mignot
- Montage : Michel Arcand, Mark Conte et Dominique Fortin
- Production : Jon Davison, Mike Medavoy, Arnold Schwarzenegger, David Coatsworth et Daniel Petrie Jr.
- Société de production : Phoenix Pictures
- Sociétés de distribution : Columbia Pictures (États-Unis) ; Columbia TriStar Films (France)
- Budget : 82 millions de dollars[3],[4]
- Pays de production :  États-Unis
- Langue originale : anglais
- Format : couleur - 35 mm - 2,35:1 - DTS / Dolby Digital / SDDS
- Genre : science-fiction, action
- Durée : 124 minutes
- Dates de sortie[5] :
  - Japon : 28 octobre 2000 (festival international du film de Tokyo)
  - États-Unis : 17 novembre 2000
  - France : 20 décembre 2000

## Distribution
- Arnold Schwarzenegger (VF : Daniel Beretta) : Adam Gibson / son clone
- Michael Rapaport (VF : Olivier Jankovic) : Hank Morgan / son clone
- Tony Goldwyn (VF : Arnaud Bedouët) : Michael Drucker
- Robert Duvall (VF : Jacques Richard) : Dr Griffin Weir
- Michael Rooker (VF : Bernard-Pierre Donnadieu) : Robert Marshall
- Sarah Wynter (VF : Anne Rondeleux[6]) : Talia Elsworth
- Wendy Crewson (VF : Josiane Pinson) : Natalie Gibson, la femme d'Adam
- Rodney Rowland (VF : Alexandre Gillet[7]) : P. Wiley
- Terry Crews (VF : Dominik Bernard) : Vincent
- Ken Pogue : l'Orateur
- Colin Cunningham (VF : François Siener) : Tripp
- Wanda Cannon : Katherine Weir, la femme de Griffin
- Taylor Anne Reid : Clara Gibson
- Steve Bacic (VF : Pierre Tessier) : Johnny Phœnix, le joueur de football américain
- Jennifer Gareis : la petite amie virtuelle de Hank
- Don McManus (VF : Gabriel Le Doze) : le vendeur de RePet
- Don S. Davis : le cardinal de la Jolla
- Marianne Wibberley (VF : Anne Jolivet) : la présentatrice du journal télévisé
- Ellie Harvie : Rosie

## Production

### Développement
La réalisation est initialement proposée à Joe Dante. C'est finalement Roger Spottiswoode qui est choisi. Il refuse pour cela de mettre en scène Le monde ne suffit pas (après avoir réalisé le précédent James Bond, Demain ne meurt jamais).
Le rôle principal est proposé à Kevin Costner, qui préfère choisir un autre projet. Celui de Michael Drucker est initialement proposé à Jack Nicholson, mais son salaire est jugé trop élevé.

### Tournage
Le tournage s'est déroulé de décembre 1999 à mai 2000 au Canada : à Burnaby (Université Simon Fraser), Richmond (Robert A. McMath Secondary School), Toronto (Centre Eaton) et Vancouver (bibliothèque municipale, GM Place, Pacific Centre).

### Musique
- Happy Birthday to You, composé par Mildred J. Hill et Patty S. Hill
- Teddy Bears Picnic, composé par John W. Bratton
- Take a Piece of Me, interprété par Khursor
- Darker Day, interprété par Khursor et Jane Fontana
- Take Me Down, interprété par Michael Wandmacher
- Powder, interprété par Khursor

## Accueil

### Accueil critique
Le film reçoit des critiques mitigées. Sur l'agrégateur américain Rotten Tomatoes, il récolte 41% d'opinions favorables pour 116 critiques et une note moyenne de 5,21⁄10. Sur Metacritic, il obtient une note moyenne de 49⁄100 pour 30 critiques.
En France, le film obtient une note moyenne de 2,7⁄5 sur le site Allociné, à partir de l'interprétation de 15 critiques de presse.

### Box-office
Le film connaît un échec commercial à sa sortie. Pour un budget de 82 millions de dollars, le film en rapporte 96 085 477 dans le monde, dont 34 604 280 $ aux États-Unis, où il a démarré à la quatrième place du box-office le week-end de sa sortie avec 13 020 883 dollars sur 2 516 salles. En France, il attitre 800 749 spectateurs en salles.
Le mauvais résultat au box-office du long-métrage, financé à 60 % par Sony Pictures et 40 % par Phoenix Pictures, n'a permis au studio que de récupérer que 52,8 millions de dollars une fois que les exploitants de cinéma ait pris un pourcentage sur les recettes, ce qui ne permettra pas de couvrir les dépenses liés à la promotion du film.

## Distinctions

### Nominations
- Saturn Awards 2001 : 
  - Meilleur film de science-fiction
  - Meilleur acteur pour Arnold Schwarzenegger
  - Meilleurs effets spéciaux pour Michael Lantieri et David Drzewiecki
  - Meilleur maquillage pour Alec Gillis, Tom Woodruff Jr., Jeff Dawn et Charles Porlier
- Razzie Awards 2001 :
  - « pire acteur » pour Arnold Schwarzenegger en tant que véritable Adam Gibson
  - « pire second rôle » pour Arnold Schwarzenegger en tant que clone d'Adam Gibson
  - « pire couple » pour Arnold Schwarzenegger en tant qu'Adam Gibson et son clone